# Boisgervilly
Boisgervilly [bwaʒɛʁvili] est une commune française située dans le département d'Ille-et-Vilaine en région Bretagne, peuplée de 1 757 habitants.

## Géographie

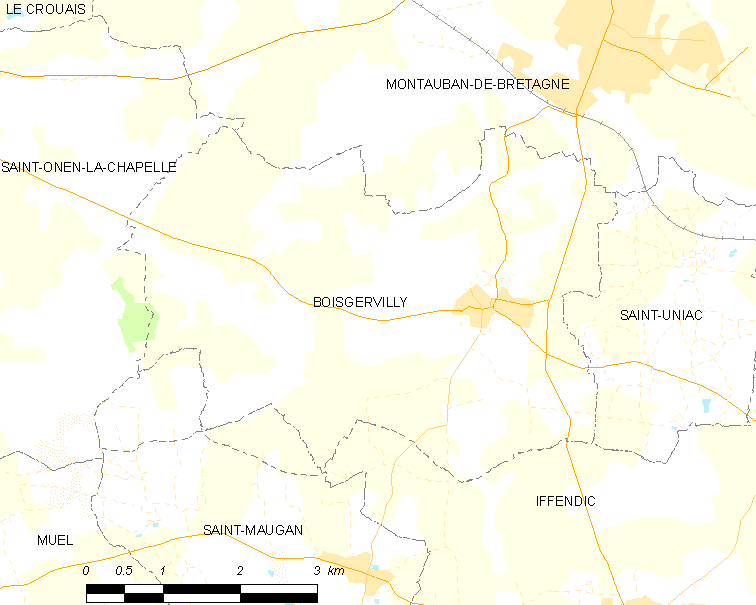
Carte de la commune.

Boisgervilly se trouve au centre du triangle Montfort-sur-Meu, Saint-Méen-le-Grand, Montauban-de-Bretagne et à l'orée de la forêt de Paimpont. La superficie de la commune est de 1 996 hectares et la population est de 1757 habitants en 2022.
|                        | Montauban-de-Bretagne |             |
| Saint-Onen-la-Chapelle | Boisgervilly          | Saint-Uniac |
| Saint-Maugan           |                       | Iffendic    |

### Transports
- À 30 minutes de Rennes, 2 heures 30 de Paris en TGV, 10 minutes de la gare de Montauban-de-Bretagne.

### Hydrographie
Pour un article plus général, voir Réseau hydrographique d'Ille-et-Vilaine.
La commune est située dans le bassin Loire-Bretagne. Elle est drainée par le Bois Hamon, le ruisseau de la Boulaie, le ruisseau de la Lande Josse, le ruisseau de la Péronnais et les Portes,,.
Le Bois Hamon, d'une longueur de 12 km, prend sa source dans la commune de Saint-Onen-la-Chapelle et se jette  dans le Meu à Muel, après avoir traversé trois communes. 

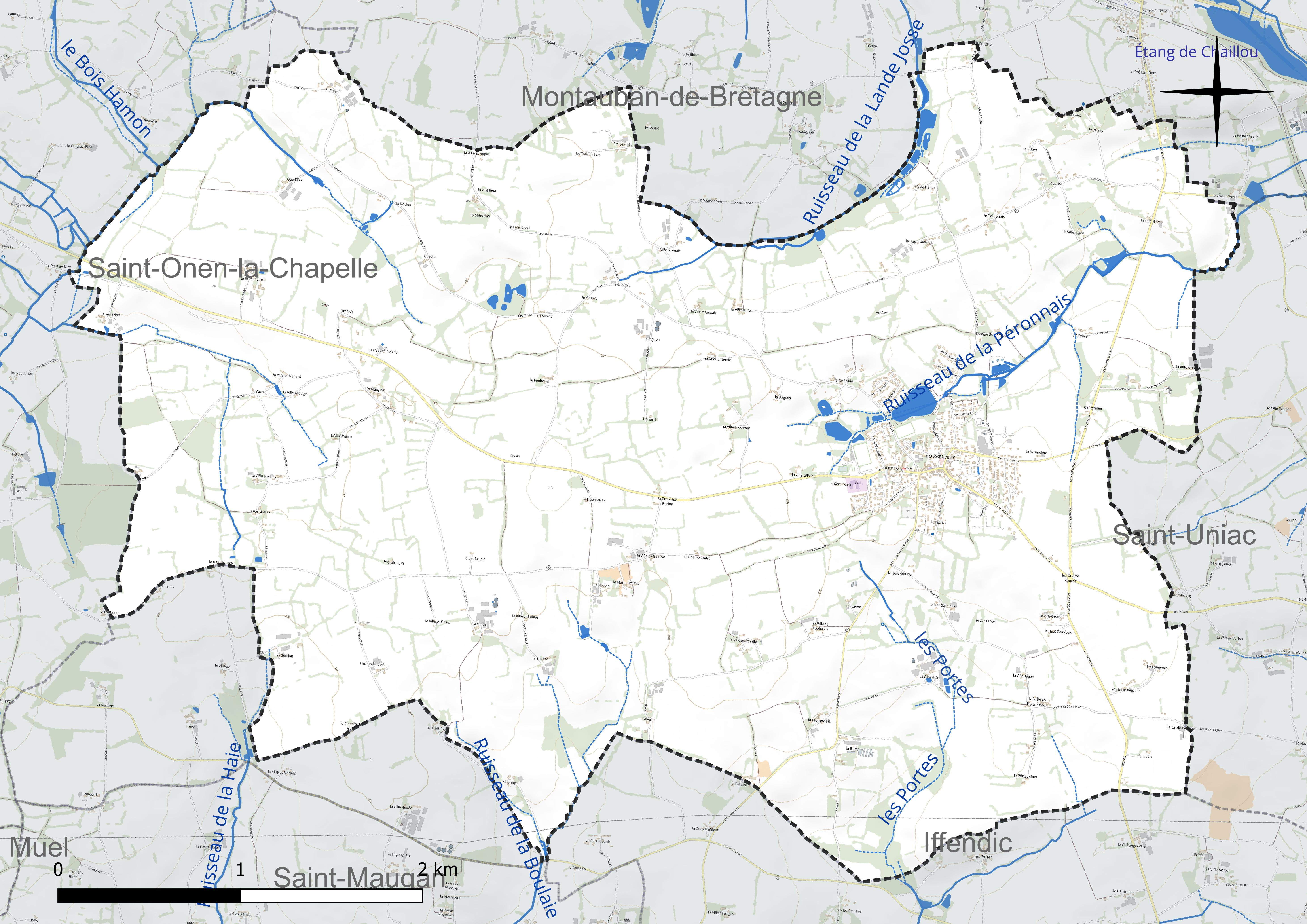
Réseau hydrographique de Boisgervilly.

### Climat
Pour des articles plus généraux, voir Climat de la Bretagne et Climat d'Ille-et-Vilaine.
En 2010, le climat de la commune est de type climat océanique altéré, selon une étude du CNRS s'appuyant sur une série de données couvrant la période 1971-2000. En 2020, Météo-France publie une typologie des climats de la France métropolitaine dans laquelle la commune est exposée à un climat océanique et est dans la région climatique  Bretagne orientale et méridionale, Pays nantais, Vendée, caractérisée par une faible pluviométrie en été et une bonne insolation. Parallèlement l'observatoire de l'environnement en Bretagne publie en 2020 un zonage climatique de la région Bretagne, s'appuyant sur des données de Météo-France de 2009. La commune est, selon ce zonage, dans la zone « Intérieur Est », avec des hivers frais, des étés chauds et des pluies modérées.  
Pour la période 1971-2000, la température annuelle moyenne est de 11,3 °C, avec une amplitude thermique annuelle de 12,5 °C. Le cumul annuel moyen de précipitations est de 754 mm, avec 13,3 jours de précipitations en janvier et 7 jours en juillet. Pour la période 1991-2020, la température moyenne annuelle observée sur la station météorologique la plus proche, située sur la commune du Quiou à 21 km à vol d'oiseau, est de 11,6 °C et le cumul annuel moyen de précipitations est de 757,4 mm,. Pour l'avenir, les paramètres climatiques de la commune estimés pour 2050 selon différents scénarios d'émission de gaz à effet de serre sont consultables sur un site dédié publié par Météo-France en novembre 2022.

## Urbanisme

### Typologie
Au 1er janvier 2024, Boisgervilly est catégorisée bourg rural, selon la nouvelle grille communale de densité à sept niveaux définie par l'Insee en 2022.
Elle est située hors unité urbaine. Par ailleurs la commune fait partie de l'aire d'attraction de Rennes, dont elle est une commune de la couronne,. Cette aire, qui regroupe 183 communes, est catégorisée dans les aires de 700 000 habitants ou plus (hors Paris),.

### Occupation des sols
L'occupation des sols de la commune, telle qu'elle ressort de la base de données européenne d'occupation biophysique des sols Corine Land Cover (CLC), est marquée par l'importance des territoires agricoles (97,5 % en 2018), une proportion sensiblement équivalente à celle de 1990 (98,1 %). La répartition détaillée en 2018 est la suivante : 
terres arables (53,3 %), zones agricoles hétérogènes (36,2 %), prairies (7,9 %), zones urbanisées (2,5 %). L'évolution de l'occupation des sols de la commune et de ses infrastructures peut être observée sur les différentes représentations cartographiques du territoire : la carte de Cassini (XVIIIe siècle), la carte d'état-major (1820-1866) et les cartes ou photos aériennes de l'IGN pour la période actuelle (1950 à aujourd'hui).

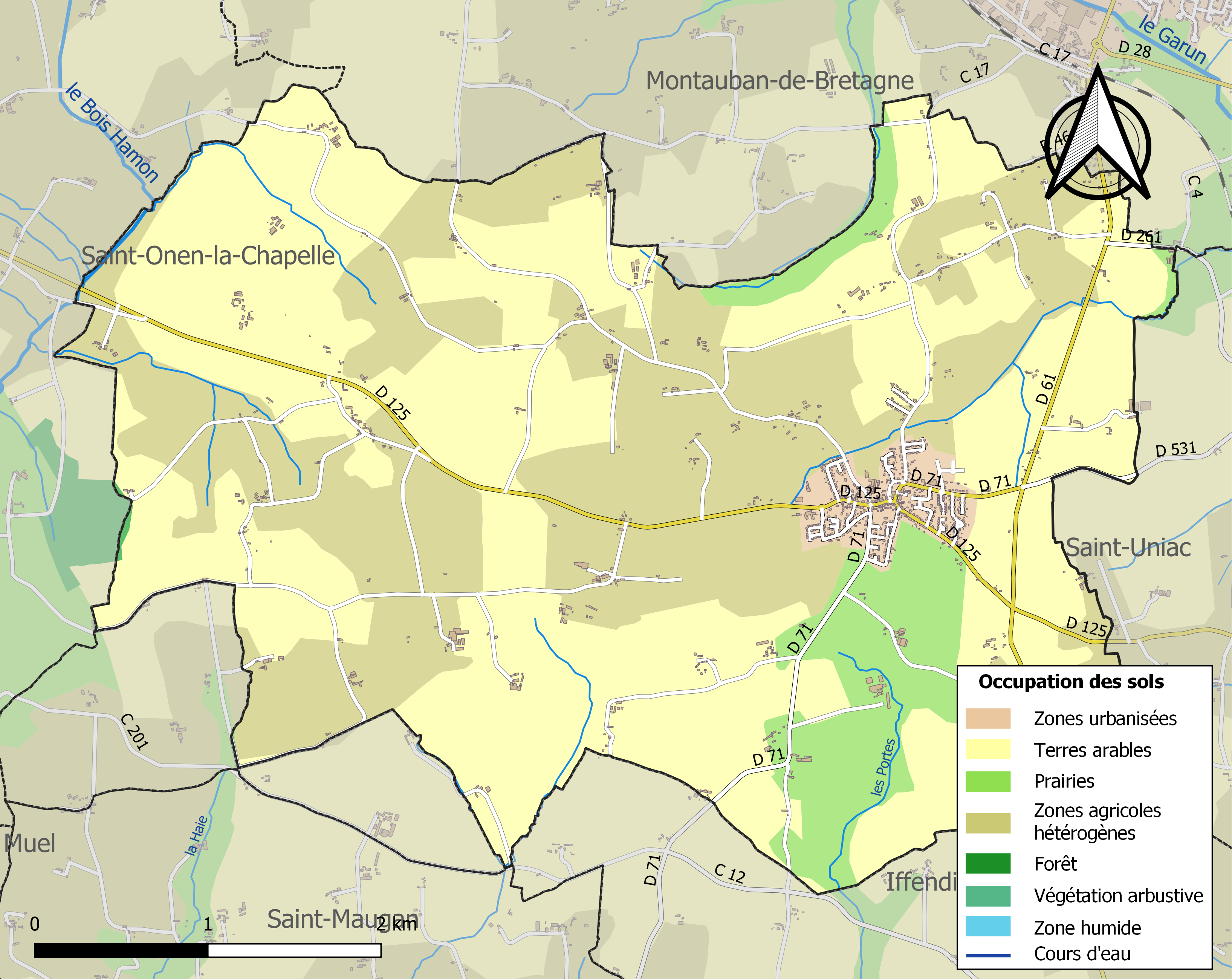
Carte des infrastructures et de l'occupation des sols de la commune en 2018 (CLC).

## Toponymie
La paroisse est notée de Bosco Jarvili et de Nemore Gervili au XIIe siècle. La forme Boisgervilly est attestée au XVIe siècle.
Le nom de la commune est composé de « bois », issu du latin boscus dérivé lui-même du germanique bosk signifiant buisson ou bois, et de « Gervilly », qui  peut être la déformation romane d'un anthroponyme breton IarnBilli. Cette forme bretonne n'est pas confirmée.
Gervili pourrait aussi être une déformation de Gurvili, un anthroponyme breton attesté dès le IXe siècle dans le cartulaire de l'abbaye de Redon.
La forme construite Koad-Yarnvili a été proposée comme nom breton de la commune (koad signifiant « bois » en breton).
Le gentilé est Gervillois.

## Histoire
En 1427, la réformation de la noblesse faite en cette paroisse enregistre le nom de treize nobles et de douze manoirs, dont Le Bouays - ou Bois Picard- et La Morandaye. Le Bois-Gervily était couvert d'arbres, de landes et de quelques bonnes terres sur un sol de schiste argileux. Cela explique les noms de lieux-dits ayant un rapport avec des arbres ou des plantes, parmi lesquels la Thusnais, le Couchay, la Boulais, Launay, le Fouteau, les Fougerais. Boisgervilly s'est développé sur l'ancienne route royale 164 bis, menant de Rennes à Brest.

## Économie
- Au cœur d'une région verdoyante, calme et accueillante, Boisgervilly abrite plus de quarante entreprises industrielles et artisanales.
- C'est dans ce terroir authentique que s'est implantée la Crêpe de Brocéliande spécialisée dans la fabrication de crêpes fraîches de froment, sucrées, salées et de galettes de blé noir. De même s'est installée les Cerfs de Brocéliande transformant leur production en produits élaborés.
- Le taux de chômage dans la commune est de 6,5 %[Quand ?].

## Politique et administration

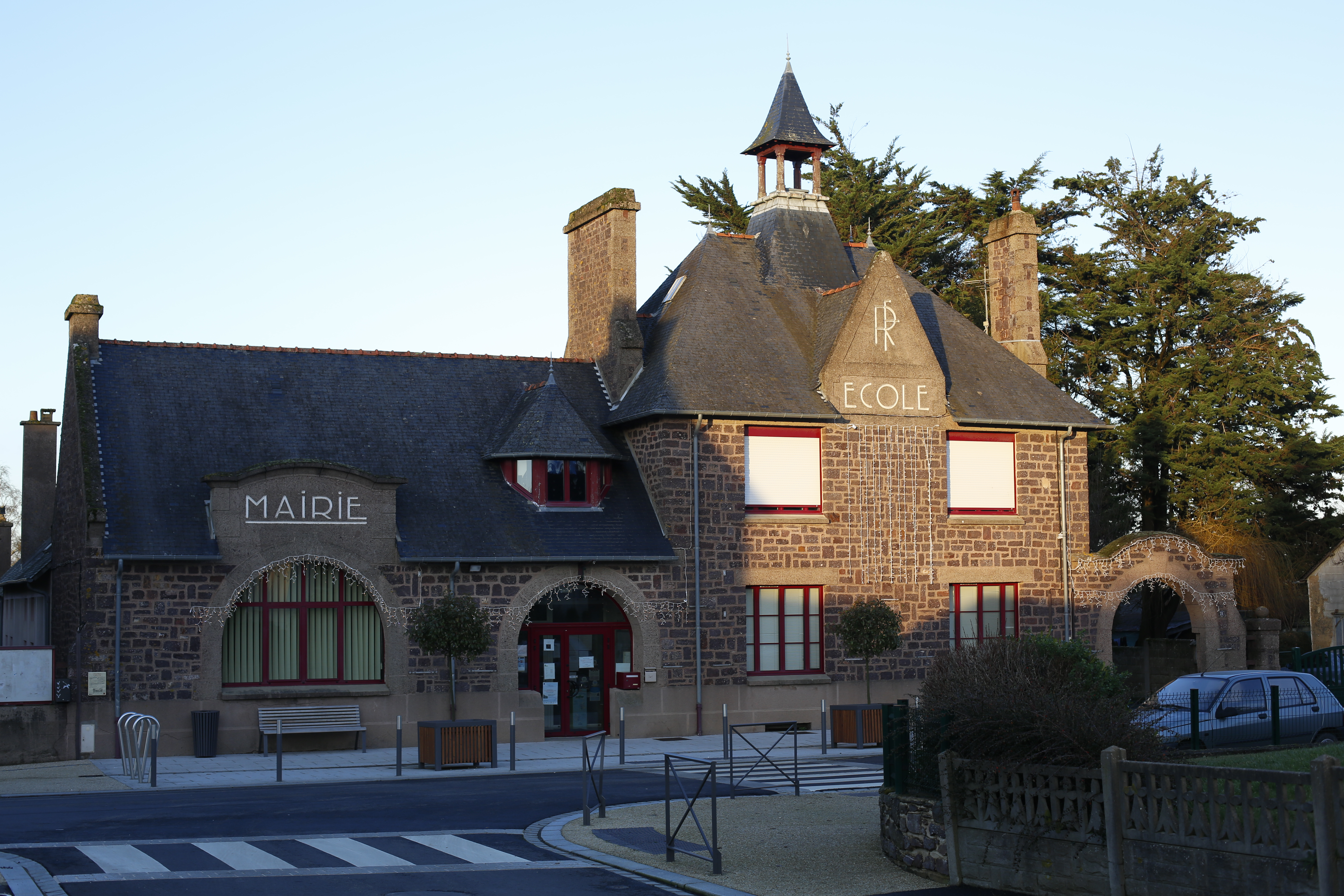
La mairie.

| Période                                  | Période   | Identité           | Étiquette | Qualité                                                   |
| ---------------------------------------- | --------- | ------------------ | --------- | --------------------------------------------------------- |
| 1947                                     | 19..      | Pierre Legault     | MRP       | Instituteur                                               |
| mars 1977                                | mars 2001 | Pierre Duault      |           | Instituteur                                               |
| mars 2001                                | En cours  | Bernard Piedvache, | DVG       | Gérant de société, président de la communauté de communes |
| Les données manquantes sont à compléter. |           |                    |           |                                                           |

## Démographie
L'évolution du nombre d'habitants est connue à travers les recensements de la population effectués dans la commune depuis 1793. Pour les communes de moins de 10 000 habitants, une enquête de recensement portant sur toute la population est réalisée tous les cinq ans, les populations de référence des années intermédiaires étant quant à elles estimées par interpolation ou extrapolation. Pour la commune, le premier recensement exhaustif entrant dans le cadre du nouveau dispositif a été réalisé en 2004.
En 2022, la commune comptait 1 757 habitants, en évolution de +6,94 % par rapport à 2016 (Ille-et-Vilaine : +5,46 %, France hors Mayotte : +2,11 %).
| 1793 | 1800  | 1806  | 1821  | 1831  | 1836  | 1841  | 1846  | 1851  |
| ---- | ----- | ----- | ----- | ----- | ----- | ----- | ----- | ----- |
| 949  | 1 004 | 1 026 | 1 080 | 1 055 | 1 068 | 1 062 | 1 127 | 1 156 |

| 1856  | 1861  | 1866  | 1872  | 1876  | 1881  | 1886  | 1891  | 1896  |
| ----- | ----- | ----- | ----- | ----- | ----- | ----- | ----- | ----- |
| 1 183 | 1 173 | 1 227 | 1 283 | 1 307 | 1 345 | 1 404 | 1 369 | 1 405 |

| 1901  | 1906  | 1911  | 1921  | 1926  | 1931  | 1936  | 1946 | 1954 |
| ----- | ----- | ----- | ----- | ----- | ----- | ----- | ---- | ---- |
| 1 316 | 1 311 | 1 272 | 1 150 | 1 086 | 1 014 | 1 002 | 959  | 976  |

| 1962 | 1968 | 1975 | 1982  | 1990  | 1999  | 2004  | 2006  | 2009  |
| ---- | ---- | ---- | ----- | ----- | ----- | ----- | ----- | ----- |
| 936  | 936  | 921  | 1 074 | 1 174 | 1 215 | 1 325 | 1 369 | 1 486 |

| 2014  | 2019  | 2022  | - | - | - | - | - | - |
| ----- | ----- | ----- | - | - | - | - | - | - |
| 1 607 | 1 707 | 1 757 | - | - | - | - | - | - |

## Culture locale et patrimoine

### Lieux et monuments

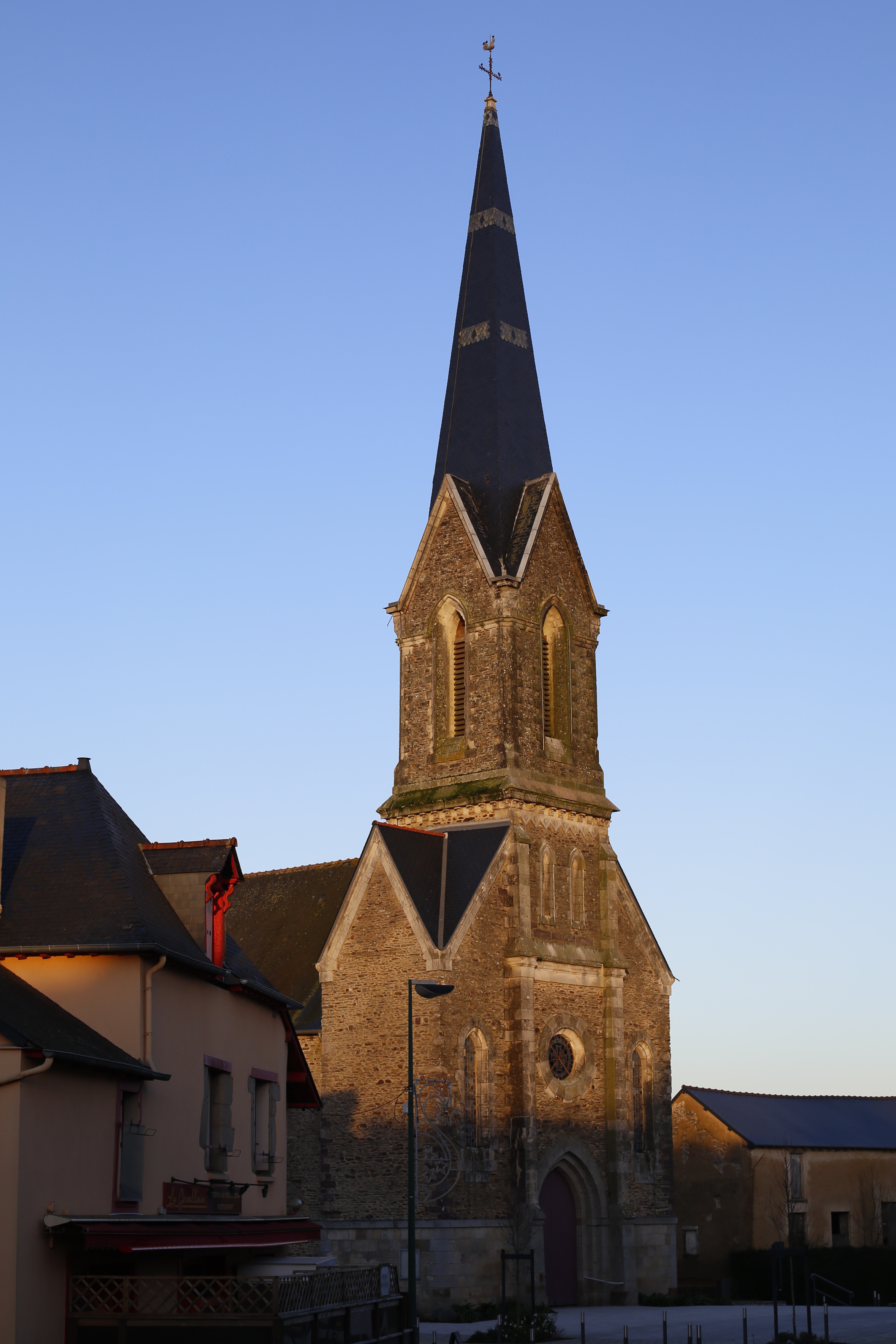
L'église Sainte-Trinité.

La commune ne compte aucun monument historique (ni au titre meuble, ni au titre immeuble) mais dispose de quelques monuments notables :
- une galerie à pans de bois restaurée en 1995 située près de l'église, édifiée au XVe siècle comme l'hôtel de Boisgervilly est possession à l'époque de Guillaume de Quédillac ;
- l'église Sainte-Trinité reconstruite entre 1859 et 1862[29] dotée d'un autel du XVIIe siècle en bois sculpté, de style gothique ;
- d'autres sites privés comme le manoir du Coudray (maison forte), le manoir de la Ville-Chauvin ainsi que la chapelle Saint-Antoine datant de 1427.

### Événements
- Tous les deux ans a lieu la fête des fleurs à la Pentecôte. Pendant cet événement a lieu un grand défilé de chars qui sont construits sur un thème qui change à chaque édition.
- Tous les ans, le comité des fêtes local organise la fête de la bière.
- En plus de ces deux manifestations, un tournoi de football est organisé et un autre de tennis de table, tous deux très attendus par les clubs des environs.

### Personnalités liées à la commune
- Gilles Fournel (1931-1981), poète français et instituteur à Boisgervilly à la fin des années 1950.